# Massimo Giovanelli
Massimo Giovanelli (Noceto, 1 de marzo de 1967) es un exjugador de rugby y dirigente deportivo italiano que jugaba como flanker hasta su retirada en 2007 al alcanzar el límite de edad para jugar al rugby.  Actualmente es el director deportivo del equipo milanés del Amatori.

## Carrera

### Jugador
Nacido en Noceto, una pequeña ciudad de la provincia de Parma, sería en el equipo local donde empezaría a jugar al rugby, debutando con el primer equipo en 1984 en un partido de liga ante el Roma.
Su debut con la Selección absoluta llegaría en 1989, cuando el seleccionador Bertrand Fourcade lo convoca para jugar contra Zimbabue el 30 de septiembre en Treviso, y poco después jugaría, el 5 de noviembre, en Moscú, su primer partido oficial del Trofeo FIRA contra la antigua Unión Soviética.
Después de siete años en el Noceto, fue contratado por el AC Milan, formando parte de la época dorada del club junto a grandísimos jugadores como Franco Properzi, Massimo e Marcello Cuttitta, Giambattista Croci, David Campese, Diego Domínguez o Massimo Bonomi. Con el equipo lombardo conseguiría tres campeonatos italianos hasta su salida del club en 1997.
Ese mismo verano del 1991 jugaría el Mundial de 1991 de Inglaterra, disputando dos partidos, contra Inglaterra y Nueva Zelanda, ambos como flanker titular.
Durante su época en Milán también iría convocado al Mundial de 1995 en Sudáfrica, pero no jugaría ningún partido. Aunque, probablemente, su primer gran hito con los Azzurri fue la conquista del Trofeo FIRA 1995-1997 tras derrotar en Grenoble por primera y única vez a Francia el 22 de marzo de 1997.
Al acabar la temporada, después de la gesta contra Francia y al igual que otros muchos jugadores italianos, Giovanelli cambia de aires y recala en el Paris Université Club Rugby. En el equipo de la Universidad de París juega durante una temporada antes de irse al Narbona.
En 1999 regresaría otra vez a jugar a Italia, al Rovigo, pero antes disputaría el Mundial de 1999, que a la postre sería el último. En tierras inglesas (aunque el Mundial tenía la sede oficial en Gales se disputaron partidos en Inglaterra y Francia) disputó los tres partidos contra Inglaterra, Tonga y Nueva Zelanda, cosechando tres derrotas.
Como otro hito histórico, formó parte del equipo italiano que debutó en el Seis Naciones el 5 de febrero de 2000 en el Flaminio de Roma obteniendo una maravillosa victoria por 34-22 ante Escocia. En este partido alcanzó la cifra de 60 partidos internacionales, 37.ª como capitán, pero también supuso el final de su carrera como azzurro al sufrir un traumatismo en el ojo derecho, que le produjo un desprendimiento parcial de retina. Este problema fuerza su retirada como internacional y puso en serio peligro su carrera deportiva, que pospuso durante 3 años.
El 17 de febrero de 2001 recibió el gran honor de ser inscrito, junto con el inglés Rory Underwood, en el Twickenham Wall of Fame, la lista de jugadores notables que se encuentran en el Museo del Rugby del estadio de Twickenham de Londres.
Aprovechando su retiro temporal, en 2003 se licenció en Arquitectura en el Politecnico di Milano junto con su compañero en la Azzurra, Paolo Vaccari.
Ese mismo verano, vuelve a jugar al rugby, entrando a formar parte del equipo de la ciudad de Colorno en la provincia de Parma, pero el 2 de mayo de 2007, el día que cumplió los 40 años, edad tope fijada por ley para practicar una actividad deportiva de élite, jugó su último partido con el Colorno, disputando los 80 minutos de partido y siendo ovacionado por todo el estadio al finalizar el partido.

### Dirigente deportivo
En septiembre de 2008 fue propuesto para el cargo de consejero en las elecciones de la F.I.R., pero su candidatura fue rechazada, lo que llevó a Giovanelli a realizar varias denuncias, en especial contra la elección de su antiguo compañero Paolo Vaccari (todas ellas sin resultado ya que este último fue reelegido).
Actualmente, dentro del mundo del rugby, es el director deportivo del Amatori Milano, equipo que reconstruyó (junto a Marcello Cuttitta) en 2002 tras la cesión de los derechos deportivos al Calvisano en 1998.
Aparte del rugby, trabaja en lo que es su nuevo proyecto de vida, como arquitecto (más concretamente como arquitecto bioclimático).

## Palmarés
- Copa FIRA: 1
Italia: 1995-1997
- Campeonatos italianos: 3
AC Milan: 1992-1993, 1994-1995, 1995-1996
- Copas de Italia: 1
AC Milan: 1994-1995